# 平民保民官
平民保民官（拉丁語：tribunus plebis）是古罗马首个向平民开放的职位，是罗马共和国历史上对元老院和政务官的最重要的制约力量。保民官有权召集并主持平民会议，召集元老院，提出立法提案，就法律事务为平民出面，以及否决执政官和政务官的行动，保护平民阶级的利益。平民保民官神圣不可侵犯，任何对保民官攻击的人都可以处以死刑。罗马帝国时代，平民保民官的职位被授予罗马皇帝并丧失了独立性和相关功能。